# بادي دونكان
بادي دونكان (بالإنجليزية: Paddy Duncan)‏ (1 يناير 1894 بجزيرة أيرلندا في جمهورية أيرلندا - 9 أبريل 1949) هو لاعب كرة قدم أيرلندي في مركز الهجوم، شارك في الألعاب الأولمبية الصيفية 1924. وشارك مع منتخب جمهورية أيرلندا لكرة القدم. أما مع النوادي، فقد لعب مع St James's Gate F.C. ‏.

## وصلات خارجية
- بادي دونكان على موقع الاتحاد الدولي (مؤرشف)  (الإنجليزية)
- بادي دونكان على موقع قاعدة بيانات كرة القدم.إي يو (الإنجليزية)
- بادي دونكان على موقع أوليمبيديا (الإنجليزية)